# Elizabeth Gilbert
Elizabeth Gilbert (ur. 18 lipca 1969 w Waterbury w Connecticut) – amerykańska pisarka.

## Życiorys
Elizabeth Gilbert pracowała między innymi jako kucharka, kelnerka i goniec w gazecie, a później jako dziennikarka w prestiżowym męskim magazynie GQ. W 1991 roku otrzymała tytuł licencjata z dziedziny nauk politycznych na Uniwersytecie Nowojorskim.
Jej pierwszym mężem był Michael Cooper. Do 2016 roku była związana z Brazylijczykiem José Nunes (występującym jako Felipe w książce Jedz, módl się, kochaj).

## Twórczość
- 1997: Pilgrims (Houghton Mifflin 1997)
- 2008: Imiona kwiatów i dziewcząt
- 2009: Ludzie z wysp
- 2011: Ostatni taki Amerykanin
- 2014: Botanika duszy
- 2016: Wielka magia
- 2019: Miasto dziewcząt

### Seria autobiograficzna
- 2006: Jedz, módl się, kochaj; ekranizacja w 2010 roku pod tytułem Jedz, módl się, kochaj
- 2010: I że cię nie opuszczę... Czyli love story